# Галимов, Александр Саидгереевич
Алекса́ндр Саидгере́евич Гали́мов (2 мая 1985, Ярославль — 12 сентября 2011, Москва) — российский хоккеист, нападающий «Локомотива».

## Биография
Родился 2 мая 1985 года в Ярославле. На льду с 5 лет. Воспитанник ярославского «Локомотива». С 1998 года выступал за «Локомотив-85»: чемпион 2000, 2001 и 2002. В 2002 году начал выступать за «Локомотив-2» в Первой лиге: чемпион 2003.
С 2004 года выступал за «Локомотив» в Суперлиге, а затем в КХЛ: серебряный призёр 2008 и 2009, бронзовый призёр 2005 и 2011.
В составе молодёжной сборной России стал серебряным призёром чемпионата мира 2005, который проходил в США. Дебютировал в сборной России на Кубке Карьяла 2009 на позиции защитника, сыграв 3 матча.

### Гибель
7 сентября 2011 года Александр Галимов попал в авиакатастрофу, когда в Ярославле при взлёте разбился самолёт Як-42, на котором основной состав клуба «Локомотив» вылетел на игру КХЛ в Минск. Он оказался единственным выжившим в авиакатастрофе хоккеистом, при этом он самостоятельно выбрался из самолёта, и был доставлен в одну из больниц Ярославля в очень тяжёлом состоянии с травмами и ожогами 90 процентов тела, ожогом дыхательных путей, ушибом левого легкого и подозрением на ушиб почки.
8 сентября Галимов в мобильном медицинском модуле был доставлен на самолёте МЧС из Ярославля в Москву, в НИИ им. Вишневского, где был погружён в медикаментозный сон, чтобы бороться с ожоговым и болевым шоком.
Врачи боролись за его жизнь, однако утром 12 сентября состояние хоккеиста стало ухудшаться и в 9:30 он, не приходя в сознание, скончался.
Похоронен 13 сентября после прощания на ледовой «Арене-2000» по мусульманскому обычаю на Чурилковском кладбище Ярославля.

## Личная жизнь
Вдова Марина Галимова, хореограф и танцор группы поддержки волейбольного клуба «Ярославич», до этого была танцором группы поддержки «Локомотива». Дочь Кристина (р. 2009).
Был заядлым рыбаком и охотником. Часто вместе с отцом ловил рыбу в том самом районе, куда 7 сентября упал самолёт. Любил кататься на квадроцикле, сноуборде.

## Статистика
| Легенда | Легенда                    | Легенда | Легенда                   | Легенда | Легенда    |
| ------- | -------------------------- | ------- | ------------------------- | ------- | ---------- |
| И       | Количество проведённых игр | Штр     | Штрафное время            | +/−     | Плюс-минус |
| Г       | Голы                       | П       | Голевые передачи          | О       | Очки       |
| -       | Статистика неизвестна      | —       | Статистика не учитывалась |         |            |